# Musée protestant de la grange de Wassy
Le Musée protestant de la grange de Wassy est un musée français situé à Wassy dans la Haute-Marne destiné à faire connaître un événement de l'histoire du protestantisme déclencheur des guerres de religion en France et connu sous le nom du Massacre de Wassy (1562).

## Histoire
Le 1er mars 1562, les troupes du duc François de Guise firent irruption dans la grange durant un culte protestant. L'attaque causa le massacre de dizaines de protestants et est considérée comme l'événement déclencheur des guerres de religion qui opposèrent partis catholique et protestant jusqu'à la signature de l'édit de Nantes (1598).
Un temple est construit avec les vestiges de la grange du massacre et un musée est inauguré le 29 septembre 1889. Des travaux de restauration suivirent, ainsi qu'une nouvelle inauguration. Il prend le nom de Musée protestant de la Grange de Wassy en 1990. Le musée se trouve à côté d'une maison construite au XIXe siècle située à l'emplacement de l'ancienne grange et transformée en reconstitution de cette grange.

## Collections
Des panneaux retracent l'histoire du protestantisme, en mettant l'accent sur l'intolérance religieuse et les guerres de religion.
En outre, des Bibles anciennes, des ouvrages, des gravures, des médailles et divers objets sont présentés dans des vitrines.
Le musée accueille aussi des expositions temporaires, parfois d'intérêt local comme L'Histoire de l'Église réformée de Wassy aux XVIe et XVIIe siècles, ou plus général telles que L'édit de Nantes ou La révocation de l'édit de Nantes.

## La grange reconstituée

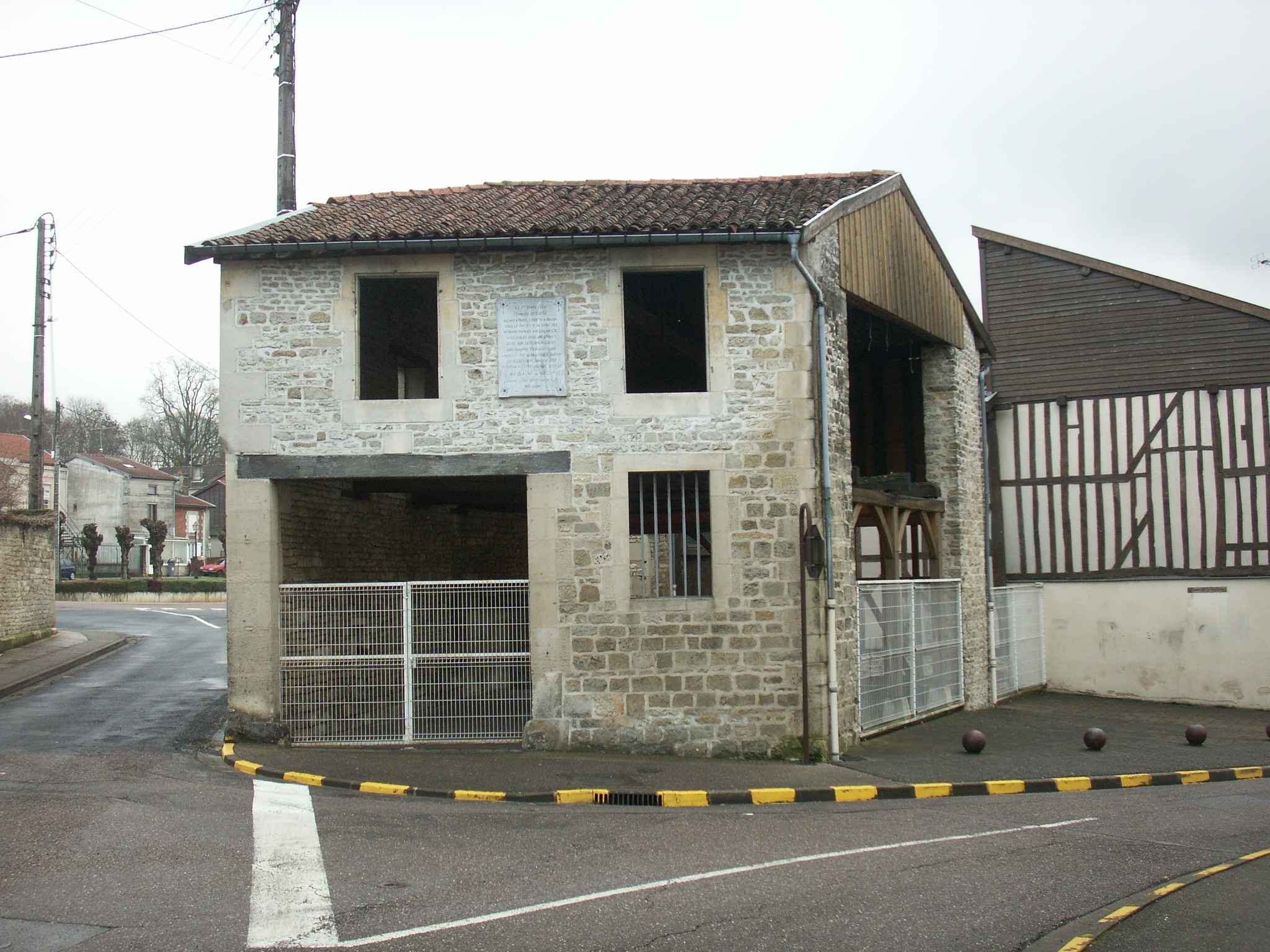
La grange reconstituée
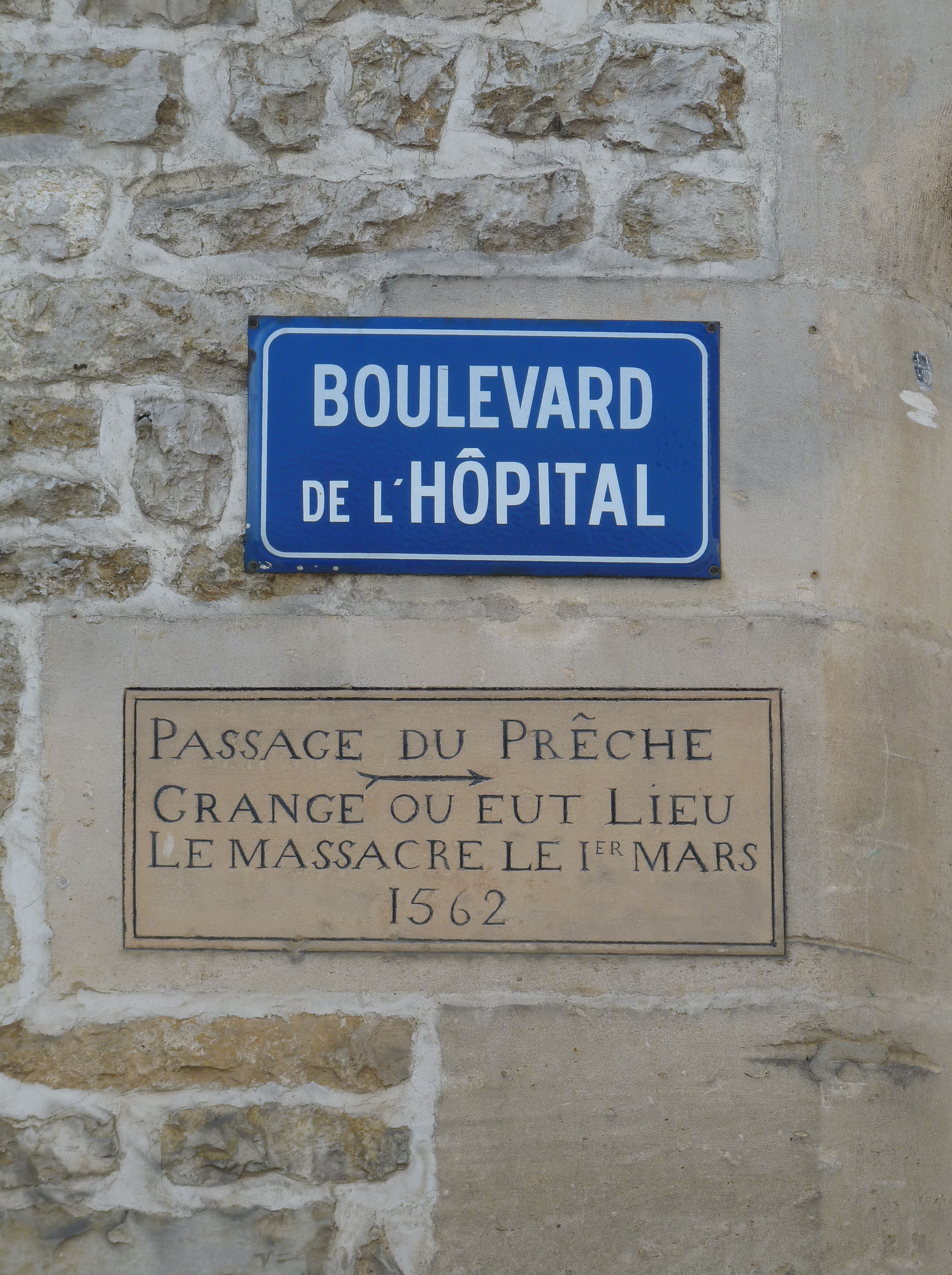
Le Passage du Prêche
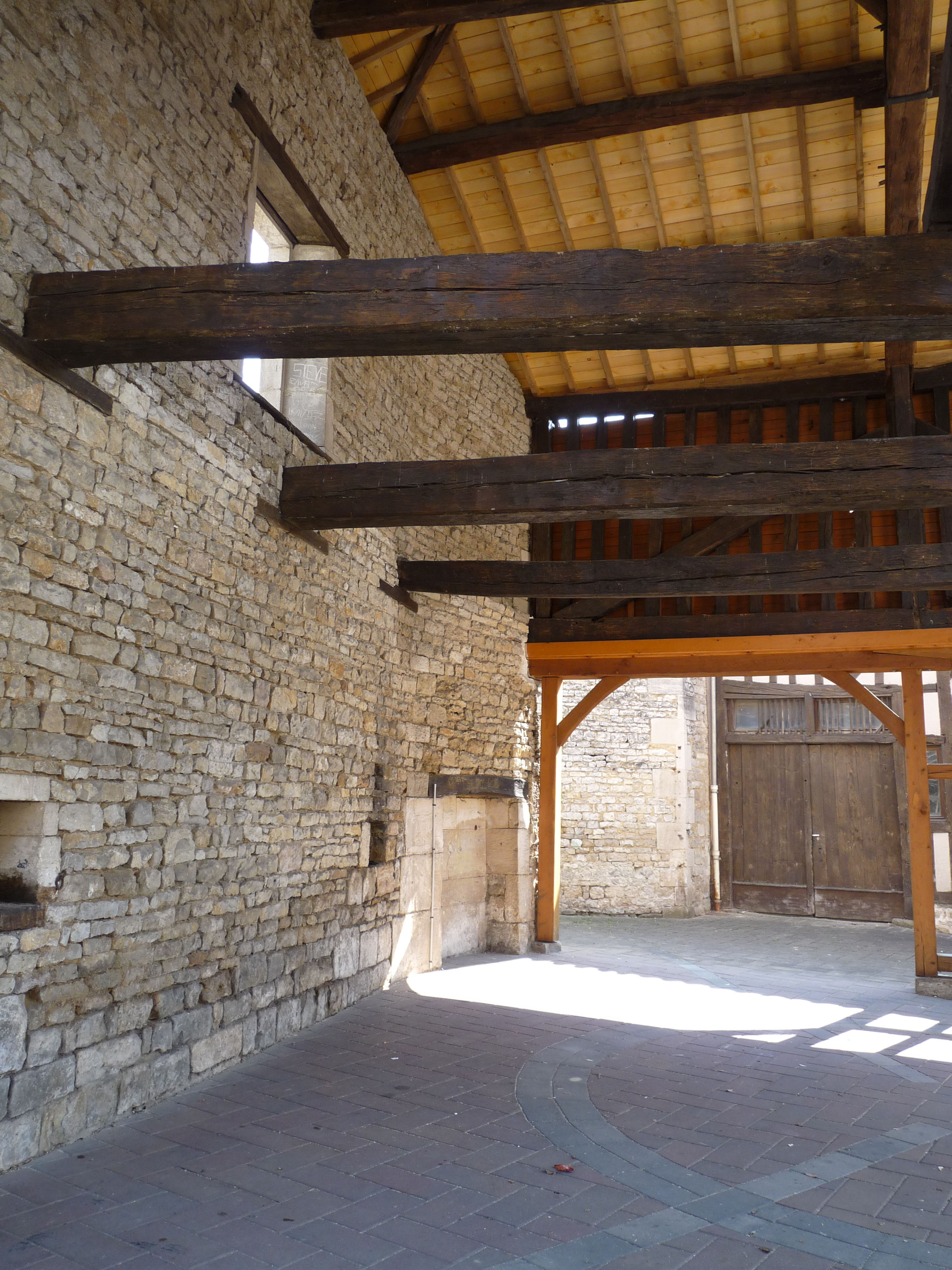
Intérieur de la grange
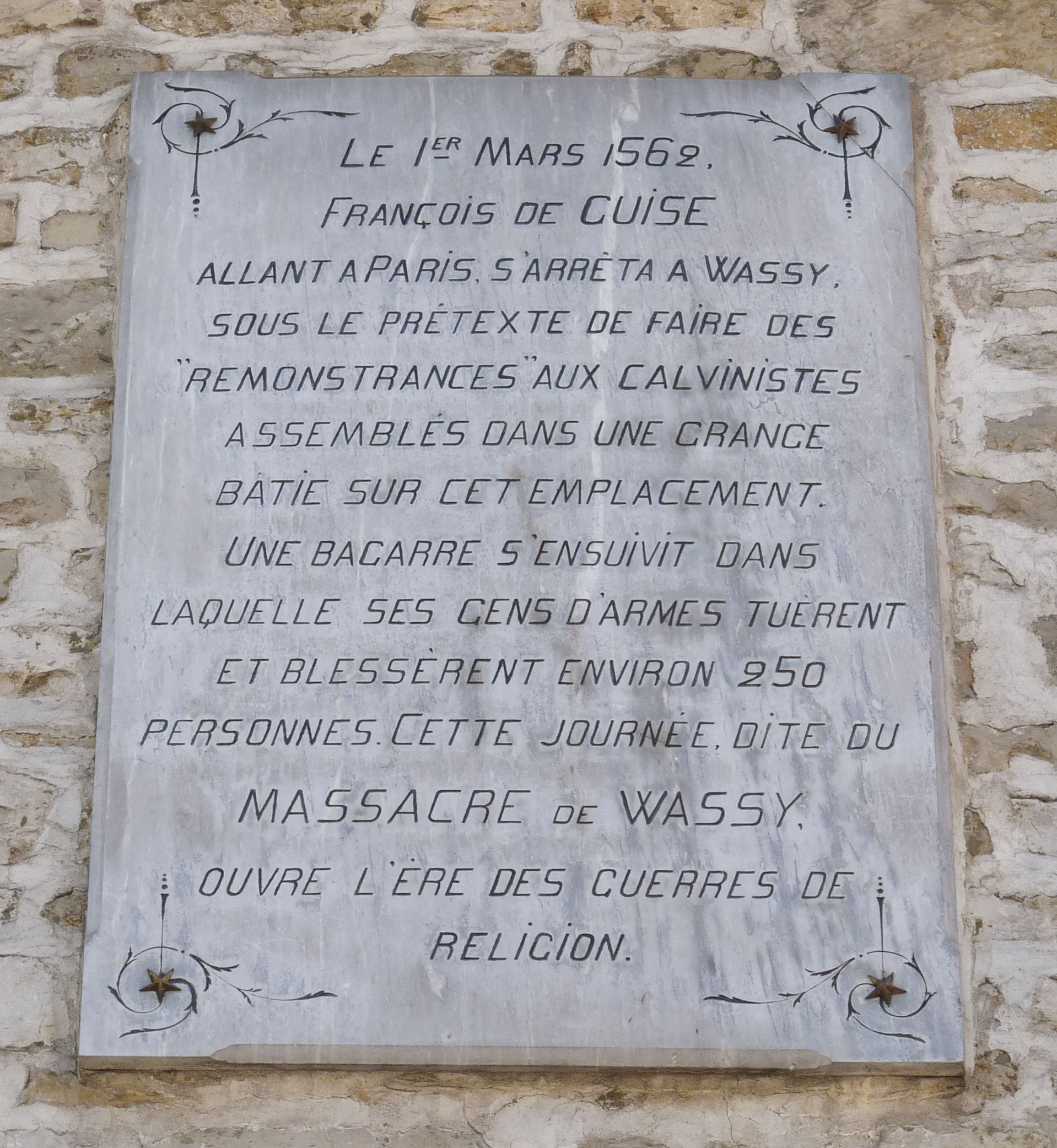
Plaque commémorative

## Le musée

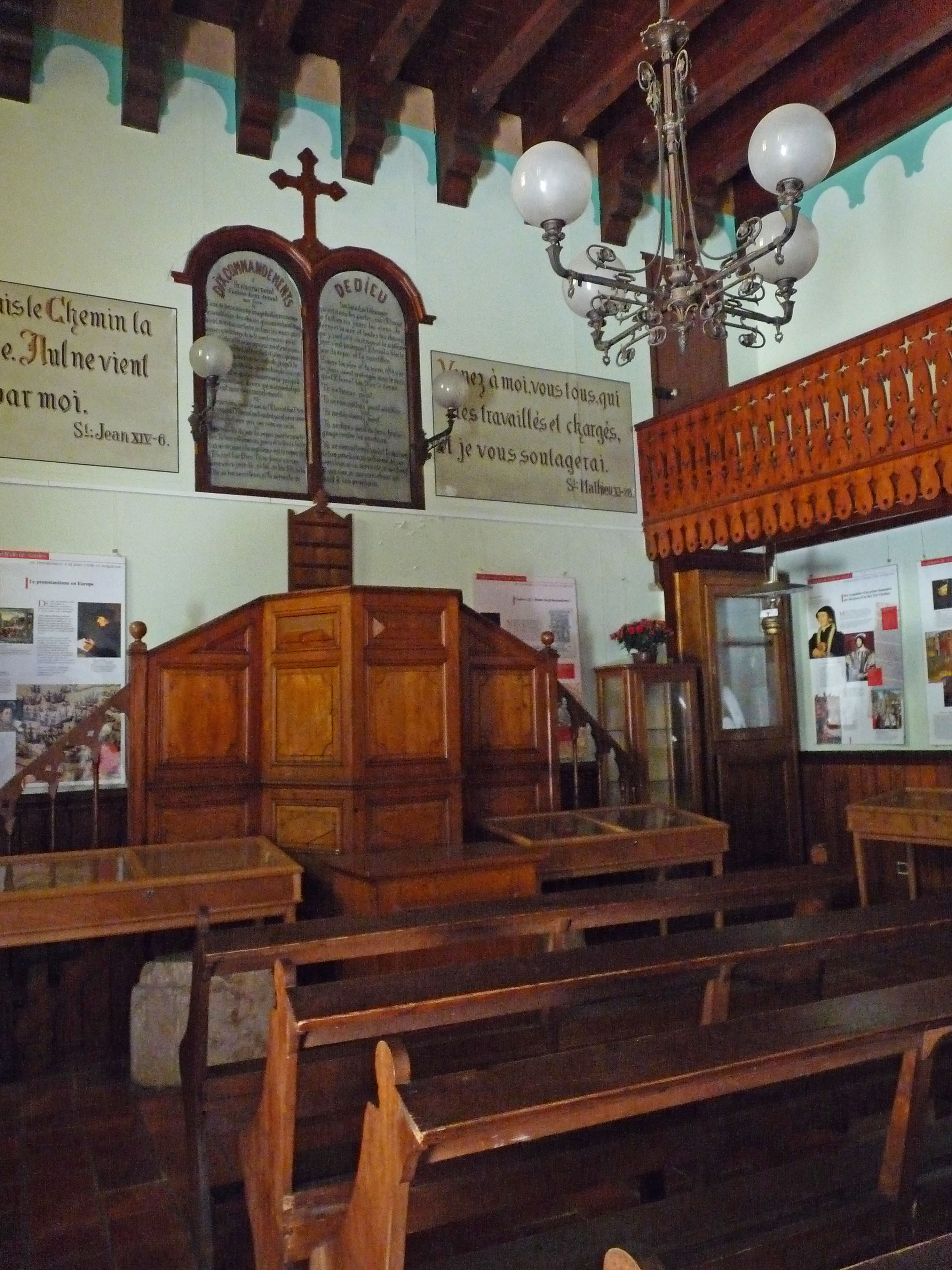
La chaire
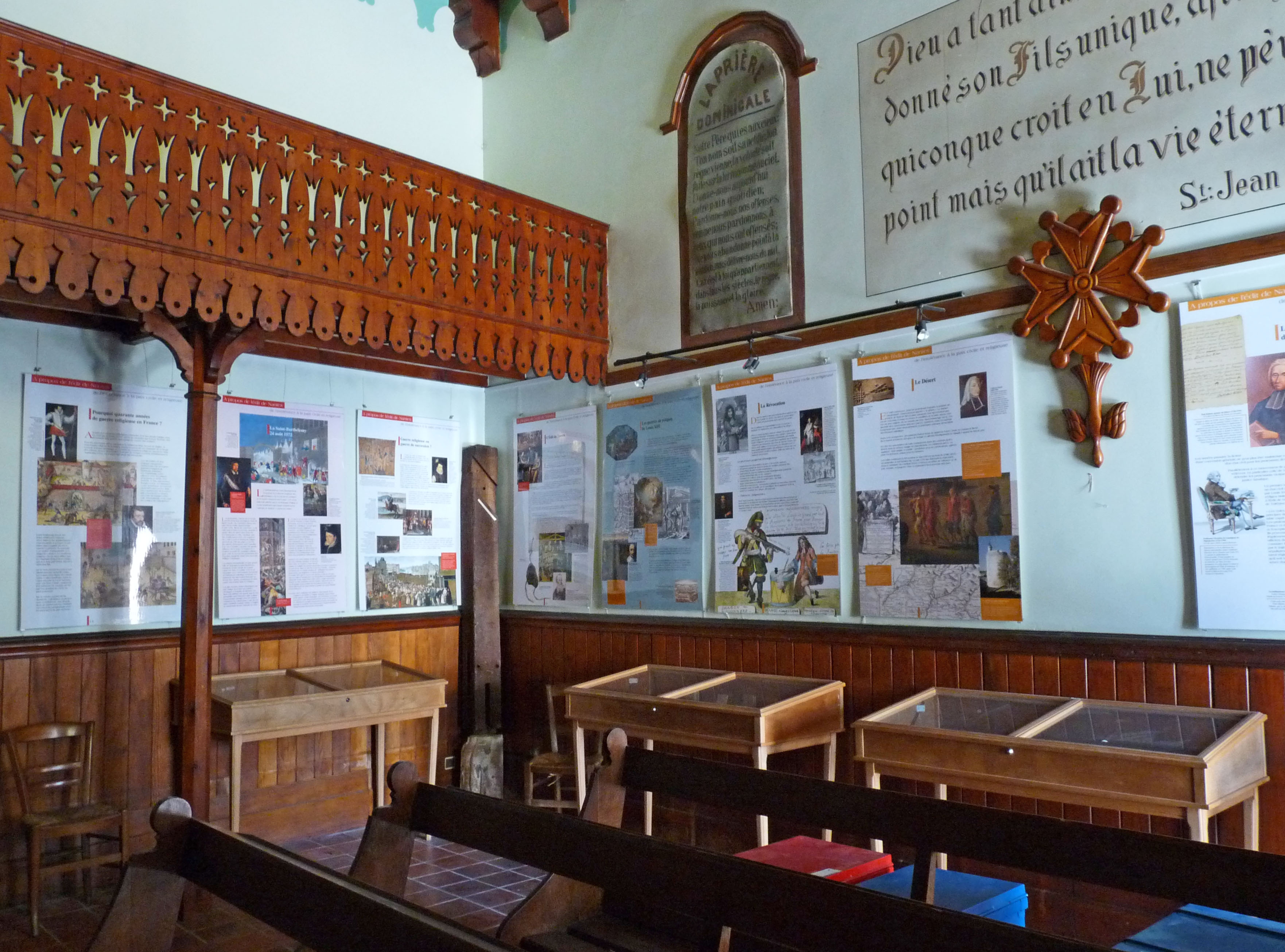
Vitrines d'exposition
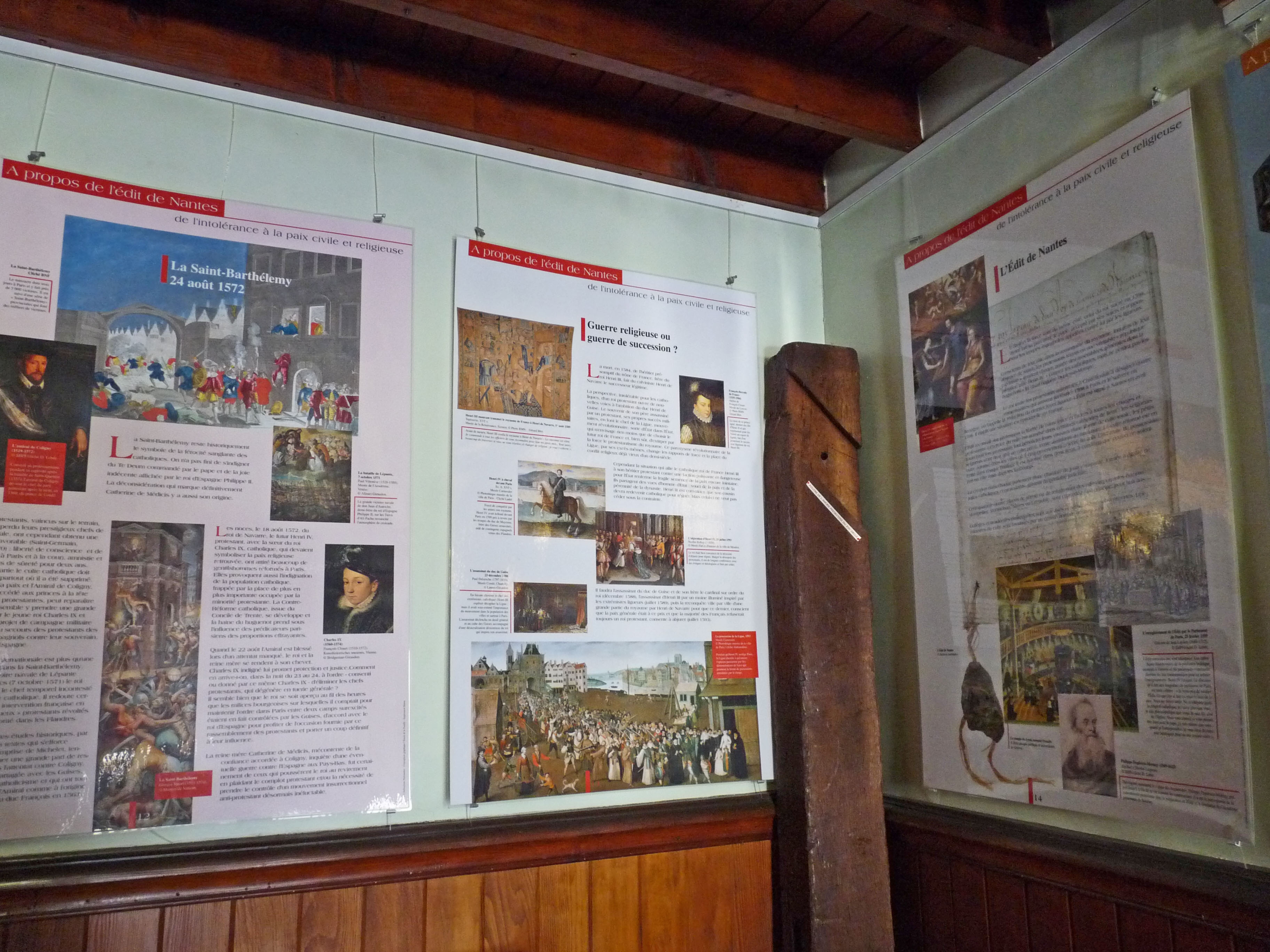
Panneaux d'interprétation
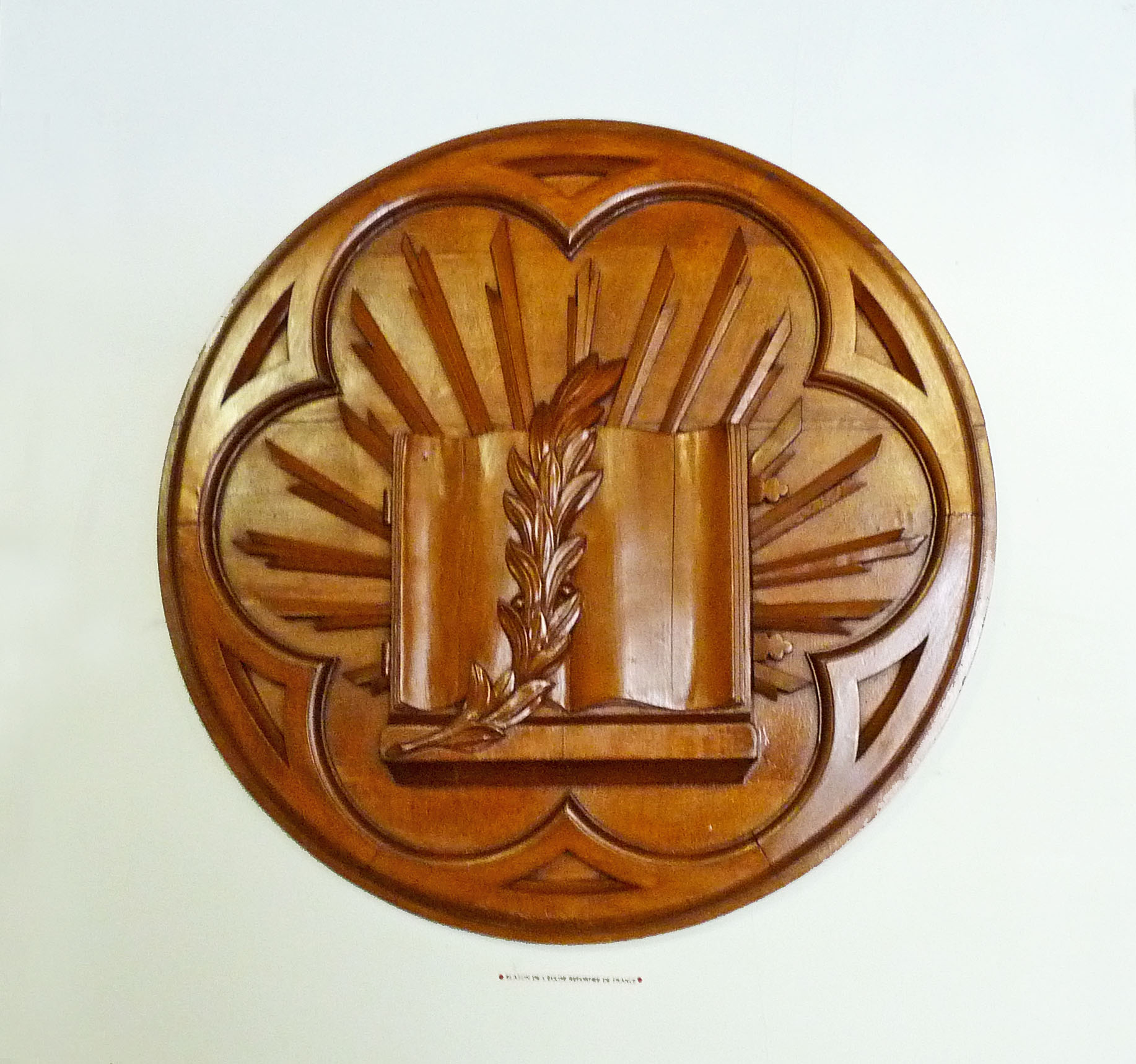
Emblème de l'Église réformée